# Nilce Sant'Anna Martins
Nilce Sant'Anna Martins (Piracicaba, 1924 - 20 de maio de 2017) foi uma linguista brasileira conhecida por seus trabalhos sobre estilística. Foi professora da Faculdade de Filosofia, Letras e Ciências Humanas da Universidade de São Paulo de 1973 a 1991. Escreveu, entre outros livros, Introdução à Estilística e O Léxico de Guimarães Rosa, obras de referência nos estudos estilísticos e rosianos, respectivamente. Em 2001, recebeu o Prêmio Mário de Andrade, da Biblioteca Nacional.